# Simyra splendida
Simyra splendida är en fjärilsart som beskrevs av Otto Staudinger 1888. Simyra splendida ingår i släktet Simyra och familjen nattflyn. Inga underarter finns listade i Catalogue of Life.